# Phyllostachys aureosulcata
Phyllostachys aureosulcata är en gräsart som beskrevs av Mcclure. Phyllostachys aureosulcata ingår i släktet Phyllostachys och familjen gräs. Inga underarter finns listade i Catalogue of Life.

## Bildgalleri

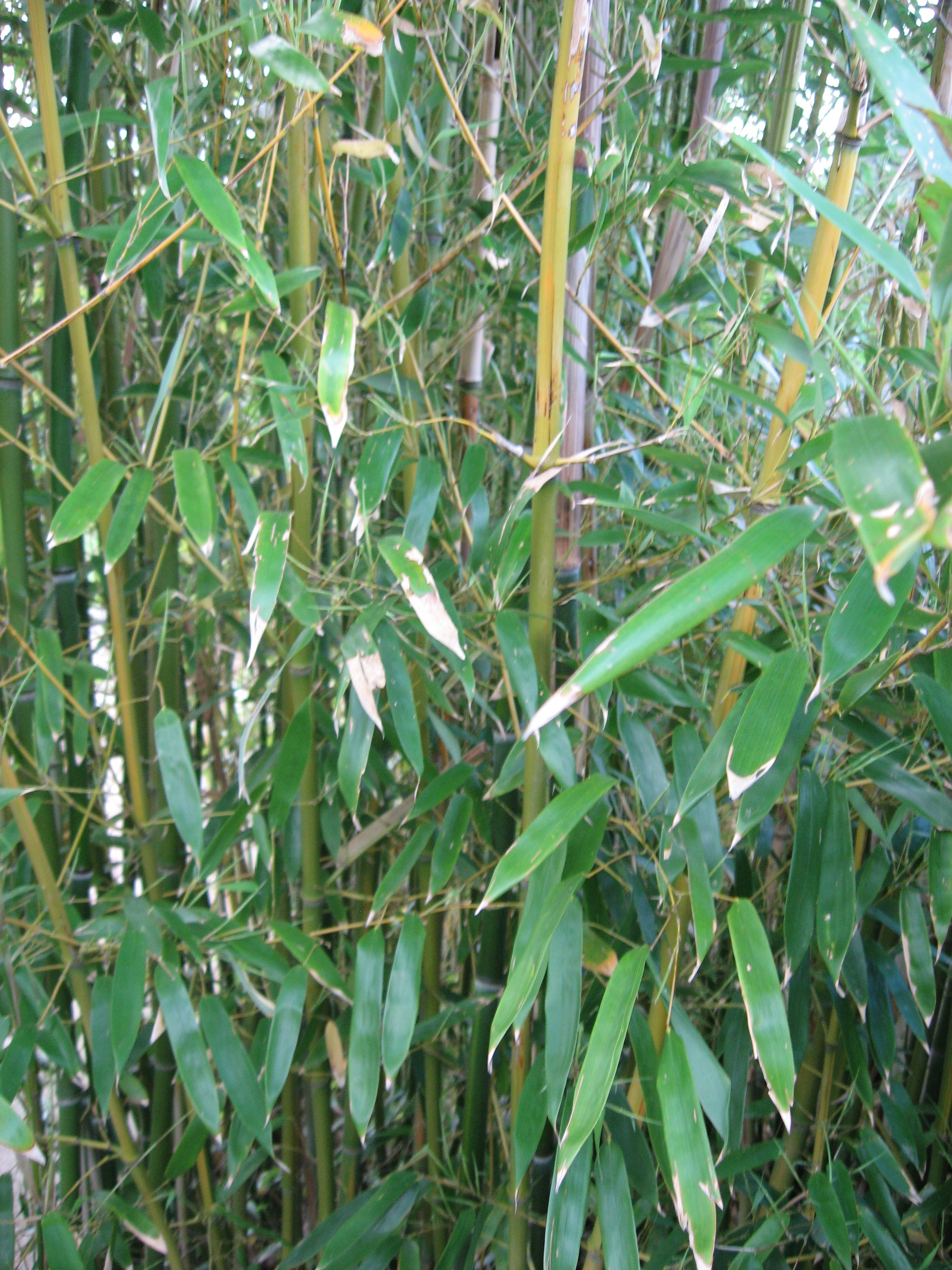
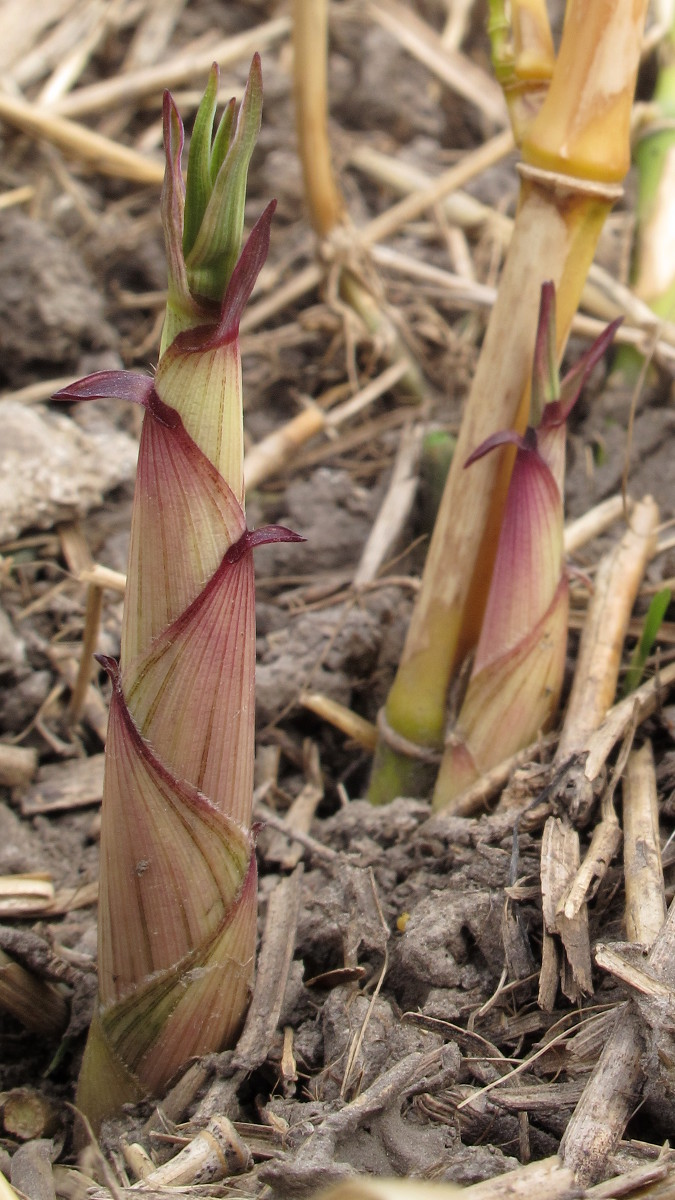
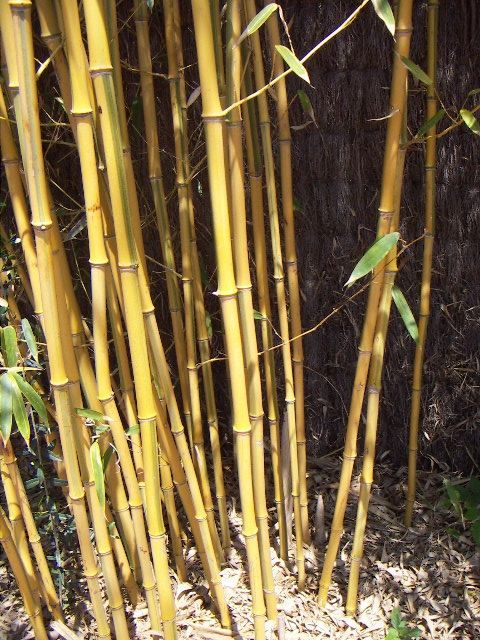
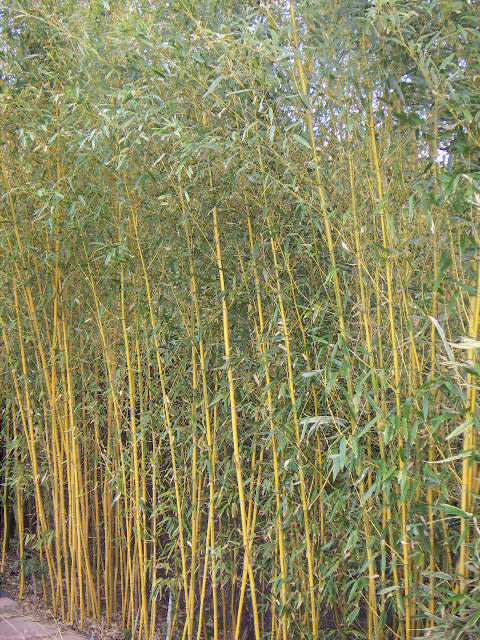